# Hermanos Nicholas

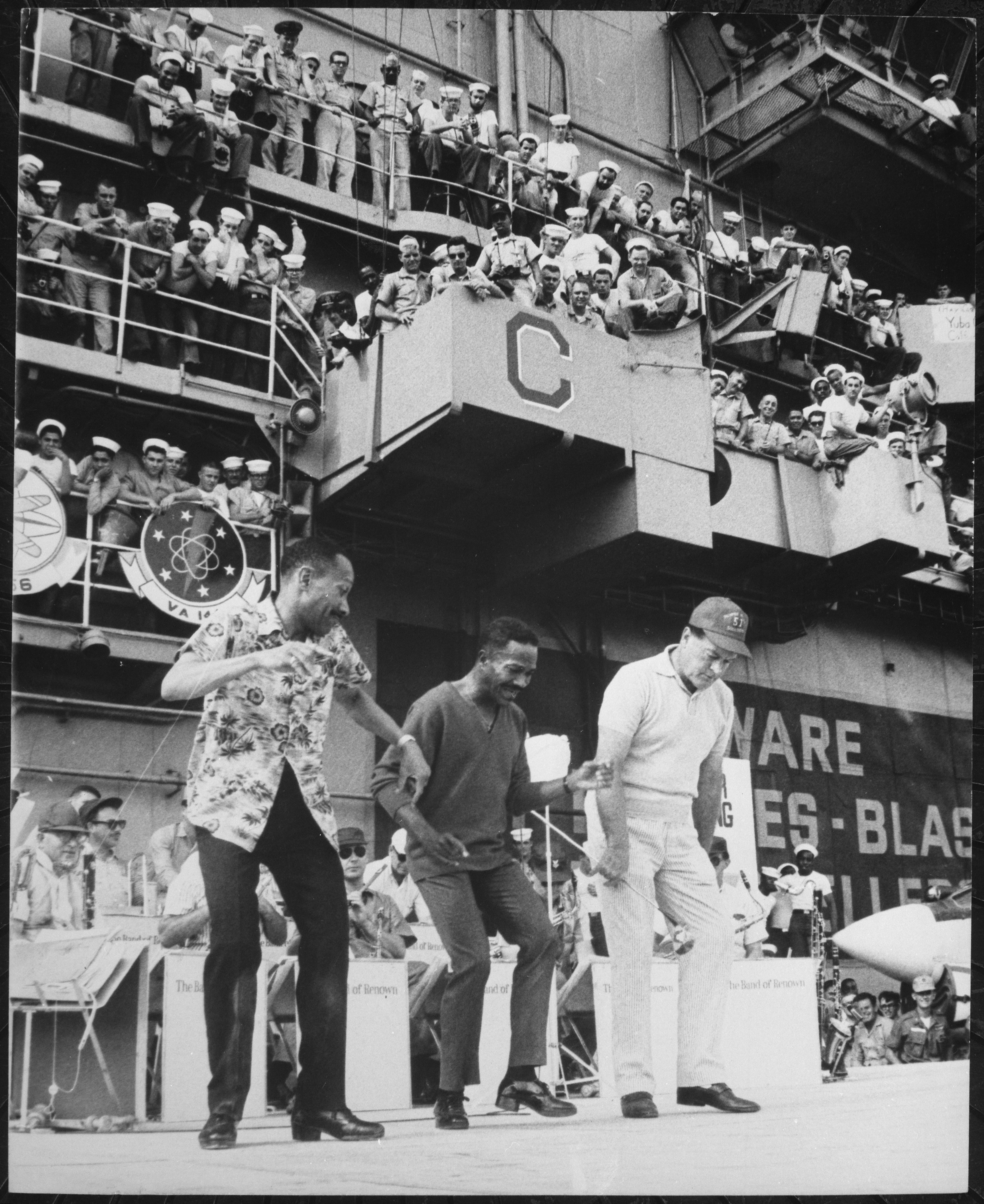
El cómico Bob Hope bailando con Harold y Fayard Nicholas a bordo del portaaviones americano Ticonderoga. 12/1965

ºLos Hermanos Nicholas (en inglés Nicholas Brothers) fueron un famoso dúo de bailarines afroamericanos compuesto por dos hermanos, Fayard (1914-2006) y Harold (1921-2000). Con su técnica acrobática (“flash dancing”, un tipo de claqué), grandes niveles de maestría y atrevidas innovaciones, fueron considerados por muchos como los mejores bailarines de claqué de su tiempo. Crecieron rodeados de espectáculos vodevil, se convirtieron en estrellas del mundo del jazz durante el apogeo del Renacimiento de Harlem y llegaron a conseguir el éxito en los escenarios, cine y televisión hasta los años 90.

## Biografías
Fayard Antonio Nicholas nació el 20 de octubre de 1914 en Mobile, Alabama. Harold Lloyd Nicholas nació el 17 de marzo de 1921 en Winston-Salem, Carolina del Norte.
Los Hermanos Nicholas crecieron en Filadelfia y fueron hijos de músicos con estudios universitarios que tocaban en su propia banda en el Teatro Standard, su madre al piano y su padre a la batería. A los tres años, Fayard se sentaba siempre en la primera fila mientras sus padres trabajaban, y cuando cumplió los diez años ya había visto la mayoría de los grandes espectáculos del vodevil afroamericano, especialmente a los bailarines, incluyendo personajes de la época como Alice Whitman, Willie Bryant y Bill Robinson. Estaban fascinados por la combinación de claqué y acrobacias. Fayard solía imitar sus acrobacias y hacía payasadas para los niños de su barrio.
Ni Fayard ni Harold recibieron formación formal de danza.  Fayard aprendió por sí mismo a bailar, cantar y actuar observando e imitando a los profesionales en los escenarios. Más tarde enseñó a sus hermanos pequeños, actuando en primer lugar con Dorothy como los Niños Nicholas (en inglés Nicholas Kids) y más tarde uniéndose Harold a ellos. Harold idolatraba a su hermano mayor y aprendió copiando sus movimientos y su inconfundible estilo. Dorothy optaría finalmente por la actuación, y los Niños Nicholas pasaron a conocerse como los Hermanos Nicholas.
Se corrió la voz acerca de sus talentos y los Hermanos Nicholas se hicieron famosos en la ciudad. Primero les contrataron para un programa de radio, “The Horn and Hadart Kiddie Hour”, y después fueron contratados por teatros locales como el Standard y el Pearl. Mientras actuaban en el Pearl, el mánager de The Lafayette, una famosa exhibición neoyorquina de vodevil, les vio e inmediatamente les pidió actuar para su teatro.
Los Hermanos se mudaron a Filadelfia en 1926 y actuaron por primera vez en el Standard un par de años más tarde. En 1932 se convirtieron en la función principal del Cotton Club de Harlem, cuando Harold tenía 11 años y Fayard 18. Sorprendieron a la audiencia, en su mayoría blanca, bailando al ritmo de “Bugle Call Rag” y eran los únicos artistas del reparto afroamericano que tenían permitido mezclarse con los clientes blancos. Actuaron en el Cotton Club durante dos años, trabajando con las orquestas de Lucky Millinder, Cab Calloway, Duke Ellington y Jimmy Lunceford. Fue en esta época cuando rodaron su primer corto cinematográfico, “Pie Pie Blackbird” en 1932, con Eubie Blake y su orquesta.
En ese vigoroso híbrido de claqué, ballet y acrobacias, a veces denominado como baile acrobático o “flash dancing”, ningún individuo o grupo superaba el efecto que los Hermanos Nicholas tenían sobre la audiencia y otros bailarines. Los Hermanos atribuían su enorme éxito a su estilo de baile único el cual estaba muy demandado durante esta época.
Los Hermanos hicieron su debut en Broadway en el musical Ziegfeld Follies of 1936 y también aparecieron en 1937 en el legendario musical Babes in Arms de Richard Rodgers y Lorenz Hart. Impresionaron inmensamente a su coreógrafo, George Balanchine. La impresión fue tan grande que fue él el que les invitó a aparecer en Babes in Arms. Con la formación que recibieron de Balanchine aprendieron nuevos trucos y debido a su talento mucha gente asumió que eran bailarines de ballet con formación profesional.
El productor Samuel Goldwyn les vio en el Cotton Club y, al quedar impresionado por su entretenida actuación, les invitó a California para ser parte de Kid Millions (1934), siendo este su primer papel en una película de Hollywood. Para 1940 ya estaban en Hollywood y durante muchas décadas alternarían entre películas, clubes nocturnos, conciertos, Broadway, televisión, y largas giras por América Latina, África y Europa.
Fue su primera gira por Inglaterra con una producción de “Blackbirds” lo que les dio a los Hermanos Nicholas la oportunidad de ver y apreciar varias de las grandes compañías de Ballet de Europa. En 1948, actuaron a petición del rey Jorge VI en el Palladium de Londres. Más tarde, bailaron para nueve presidentes de los Estados Unidos. Los Hermanos Nicholas dieron clases de claqué en la Universidad de Harvard y Radcliffe. Entre sus estudiantes más conocidos está Debbie Allen, Janet Jackson y Michael Jackson. Muchos de los maestros de claqué de hoy en día fueron estudiantes de los hermanos o actuaron con ellos:Dianne Walker, Sam Weber, Lane Alexander, Mark Mendoca, Terry Brock, Channing Cook Holmes, Chris Baker, Artis Brienzo, Chester Whitmore, Tobius Tak, Carol Zee y Steve Zee. Harold murió el 3 de julio de 2000 de un ataque al corazón. Fayard murió el 24 de enero de 2006 de neumonía tras un infarto.

### Vida privada

#### Fayard
Fayard estuvo casado en tres ocasiones:
- Geraldine Pate (1942 – 1955)
- Barbara January (1967-1998) (hasta que ella falleció)
- Katherine Hopkins (2000 – 24 de enero de 2006) (hasta que él falleció)

Fayard fue seguidor del bahaísmo desde 1967.
Dos de sus nietas forman el dúo de baile Nicholas Sisters y han ganado varios premios por sus actuaciones.

#### Harold
Harold estuvo casado en cuatro ocasiones. Estuvo casado en primer lugar con la cantante y actriz Dorothy Dandridge desde 1942 a 1951. La pareja tuvo una hija, Harolyn Nicholas, que nació con una discapacidad psíquica severa. En París tuvo un hijo, Melih Nicholas, con su segunda esposa. Harold vivió en Nueva York durante veinte años (hasta su muerte) con su tercera esposa, la productora y ex Miss Suecia Rigmor Alfredsson Newman.

## Estilo y movimientos
Uno de sus movimientos característicos era hacer saltacabrillas sobre un largo tramo de escaleras, mientras terminaban cada salto con una apertura de piernas. Su actuación más famosa fue al final de la película Stormy Weather (ver foto arriba). En una ocasión Fred Astaire comentó a los hermanos que su actuación en Stormy Weather era la mejor escena en un musical que jamás había visto. En esa famosa escena, los Hermanos Nicholas saltaban exuberantemente sobre los atriles de la orquesta y bailaban encima de un piano.
Otro movimiento característico era, tras una apertura de piernas, levantarse sin usar las manos. Gregory Hines declaró que si su biografía se filmase algún día, sus números de baile tendrían que ser hechos por ordenador pues nadie podría emularles. La leyenda del ballet Mikhail Baryshnikov les denominó como los bailarines más asombrosos que había visto en su vida.

## Filmografía
Debido a los prejuicios de la época, aparecían como artistas invitados, aislados del argumento en muchas de sus películas. Esto era una estrategia que permitía borrar sus escenas fácilmente para la proyección en el Sur.
- Pie, Pie Blackbird (1932) (corto)
- The Emperor Jones (1933) (Harold Nicholas)
- Syncopancy (1933) (corto) (Harold Nicholas)
- Kid Millions (1934)
- An All-Colored Vaudeville Show (1935) (corto)
- The Big Broadcast of 1936 (1935)
- Coronado (1936)
- The Black Network (1936) (corto)
- My American Wife (1936)
- Babes in Arms (1937)
- Calling All Stars (1937)
- My Son Is Guilty (1939)
- Down Argentine Way (1940)
- Tin Pan Alley (1940)
- The Great American Broadcast (1941)
- Sun Valley Serenade (1941)
- Orchestra Wives (1942)
- Stormy Weather (1943)
- Take It or Leave It (1944)
- The Reckless Age (1944) (Harold Nicholas)
- Carolina Blues (1944) (Harold Nicholas)
- Dixieland Jamboree (1946) (corto)
- The Pirate (1948)
- Pathe Newsreel (1948)
- Botta e Riposta (1951)
- El Misterio del carro expréss (1953)
- El Mensaje de la muerte (1953)
- Musik im Blut (1955)
- Bonjour Kathrin (1956)
- L'Empire de la nuit (1963) (Harold Nicholas)
- The Liberation of L.B. Jones (1970) (Fayard Nicholas)
- Uptown Saturday Night (1974) (Harold Nicholas)
- That's Entertainment! (1974) (imágenes de archivo)
- Brother, Can You Spare a Dime? (1975) (imágenes de archivo)
- Disco 9000 (1976) (Harold Nicholas)
- That's Dancing! (1985) (imágenes de archivo)
- Tap (1989) (Harold Nicholas)
- That's Black Entertainment (1990) (imágenes de archivo)
- The Five Heartbeats (1990) (Harold Nicholas)
- "Alright" (Janet Jackson song) and video (1992)
- The Nicholas Brothers: We Sing and We Dance (1992)
- Funny Bones (1995) (Harold Nicholas)
- I Used to Be in Pictures (2000)
- Night at the Golden Eagle (2002) (Fayard Nicholas)
- Broadway: The Golden Age, by the Legends Who Were There (2003)
- Hard Four (2005)

## Premios
- Harold recibió el Premio DEA por parte de la Dance Educators of America.[17]
- Harold recibió el Premio Bay Area Critics Circle[17]
- Doctorado honoris causa para ambos hermanos.[2]
- Salón de la Fama de Cineastas Negros (1978)[17]
- Una retrospectiva de su trabajo en el cine en el especial de televisión de los Oscar (1981)[17]
- Premio Ellie (1984), National Film Society para ambos hermanos.[17]
- Salón de la Fama del Teatro Apollo (1986)[17]
- Premio Ebony a la Trayectoria (1987) para ambos hermanos[17]
- Fayard recibió el Premio Tony en 1989 como Mejor Coreógrafo por “Black and Blue” junto a sus colaboradores Cholly Atkins, Henry LeTang y Frankie Manning.[6]
- Premio del Festival de Baile Americano Scripps[18]
- Premio Kennedy (1991) para ambos hermanos.[1][17]
- Premio a la Trayectoria de la Coalición de Medios de Comunicación Negros Nacionales (1992)[17]
- Premio Fio-Bert (1992)[17]
- Comité de Claqué de New York (1994)[17]
- Una estrella en el Paseo de la Fama de Hollywood (1994)[17]
- El Carnegie Hall vendió todas las entradas para un tributo a los hermanos en 1998[19]
- Museo Nacional de la Danza y Salón de la Fama (2001)[20]
- Las películas de los hermanos fueron seleccionadas para Registro Nacional de Cine en 2011.[21]